# Parke Godwin
Parke Godwin (* 28. Januar 1929 in New York City; † 19. Juni 2013 in Auburn, Kalifornien) war ein US-amerikanischer Fantasy- und Science-Fiction-Schriftsteller. Er gewann 1982 den World Fantasy Award für die beste Novelle mit The Fire When It Comes.

## Themen
Godwin ist bekannt für seine Romane mit legendären Figuren, die in realistischen historischen Umgebungen in einem lyrischen, aber präzisen Prosastil und mit sardonischem Humor geschrieben sind. Seine Wiederholung der Artus-Legende, Firelord im Jahr 1980, Beloved Exile im Jahr 1984 und The Last Rainbow im Jahr 1985, spielt im 5. Jahrhundert während des Zusammenbruchs des römischen Reiches und seine Neuinterpretation von Robin Hood (Sherwood, 1991 und Robin and the King, 1993) findet während der normannischen Eroberung statt und hat die Könige Wilhelm I. und Wilhelm II. als Hauptcharaktere. Zu seinen weiteren bekannten Werken gehören Waiting for the Galactic Bus (1988) und seine Fortsetzung The Snake Oil Wars, 1989. Das waren humorvolle Kritiken amerikanischer Popkultur und Religion.
Seine Kurzgeschichten sind in mehreren Anthologien erschienen. Seine Kurzgeschichte Influencing the Hell out of Time and Teresa Golowitz war die Grundlage der Geschichte Eine Party mit Folgen der 34. Episode der 2. Staffel der 1985er Fernsehserie Twilight Zone.
Godwin ging auch verschiedensten Berufen nach, so als Funker, Forschungstechniker, Schauspieler, Werbefachmann, Tellerwäscher und Hotelfachmann.
2011 war er Ehrengast der  World Fantasy Con. 2012 wurde er aufgrund eines Rückgangs seines Lang- und Kurzzeitgedächtnisses in eine Pflegeeinrichtung eingewiesen. Er starb am 19. Juni 2013.

## Rezeption
James Idema rezensierte Godwins Roman Sherwood (1991) und erklärte:

“Once into Parke Godwin`s absorbing and highly original account of the ancient story, an appealing new Robin Hood will come to life...With impressive skill and vivid imagination, he portrays a hero, from childhood to young manhood, who is altogether credible in human terms”

„Sobald er Parke Godwins spannende und höchst originelle Darstellung der antiken Geschichte kennengelernt hat, wird ein ansprechender neuer Robin Hood zum Leben erweckt ... Mit beeindruckendem Geschick und lebhafter Fantasie porträtiert er einen Helden von der Kindheit bis zum jungen Mann, der in menschlicher Hinsicht insgesamt glaubwürdig ist.“

Die Firelord-Bücher befassen sich mit der Artussage und den Ereignissen vor und nach der Zeit von König Artus. Firelord handelt von Artus Aufstieg und seiner Beziehung zu seiner mächtigen Frau Guinevere. Beloved Exile folgt Guinevere nach Artus Tod, als verschiedene Fraktionen um die Kontrolle über Großbritannien kämpfen. The Last Rainbow spielt früher und dreht sich um eine Liebesgeschichte mit Saint Patrick. Godwin veröffentlichte auch ein weiteres Buch in der Artussage, The Lovers: The Legend of Trystan and Yseult, das 1999 unter dem Pseudonym Kate Hawks veröffentlicht wurde.

## Auszeichnungen
- 1982: World Fantasy Award für die beste Novelle mit The Fire When It Comes

## Bibliografie

### Masters of Solitude
gemeinsam mit Marvin Kaye
- The Masters of Solitude, Doubleday 1978, ISBN 0-385-12480-5
  - Meister der Einsamkeit, Moewig 1980, Übersetzerin Lore Straßl, ISBN 3-8118-2003-6
- Wintermind, Doubleday 1982, ISBN 0-385-14891-7
- Singer Among the Nightingales, unveröffentlicht

### Firelord
- Firelord, Doubleday 1980, ISBN 0-385-17070-X
  - Feuerkönig, Goldmann 1987, Übersetzerin Mechthild Sandberg-Ciletti, ISBN 3-442-23906-0
- Beloved Exile, Bantam Books 1984, ISBN 0-553-34101-4
  - Im fremden Land, Goldmann 1988, ISBN 3-442-23931-1
- The Last Rainbow, Bantam Books 1985, ISBN 0-553-34142-1
  - Dorelei, Goldmann 1988, Übersetzerin Sylvia Brecht-Pukallus, ISBN 3-442-23936-2
  - Der letzte Regenbogen, Goldmann 1988, Übersetzerin Sylvia Brecht-Pukallus, ISBN 3-442-23937-0

### Robin Hood
- Sherwood, William Morrow 1991, ISBN 0-688-05264-9
- Robin and the King, William Morrow 1993, ISBN 0-688-05274-6
- The Lovers: The Legend of Trystan and Yseult, Avon 1999, ISBN 0380726769 (als Kate Hawks)

### Snake Oil
- Waiting For the Galactic Bus, Doubleday 1988, ISBN 0-385-24635-8
- The Snake Oil Wars, or Scheherazade Ginzberg Strikes Again, Doubleday 1989, ISBN 0-385-24772-9

### Weitere Romane
- Darker Places, Curtis Books 1973
- A Memory of Lions, Popular Library 1976, ISBN 0-445-08534-7
  - Die Normannen, Ullstein 1989, Übersetzerin Brigitte Walitzek, ISBN 3-548-21111-9
- A Cold Blue Light, Charter 1983, ISBN 0-441-11503-9
- A Truce with Time (A Love Story with Occasional Ghosts), Bantam Spectra 1988, ISBN 0-553-05201-2
- Limbo Search, AvoNova 1995, ISBN 0-380-77300-7
- The Tower of Beowulf, William Morrow 1995, ISBN 0-688-12738-X
- Lord of Sunset, Avon 1998, ISBN 0-380-72675-0

### Storysammlungen
- The Fire When It Comes, Doubleday 1984, ISBN 0-385-18171-X
- Invitation to Camelot, Ace Books 1988, ISBN 0-441-37200-7
  - Einladung nach Camelot, Bastei Lübbe 1989, ISBN 3-404-20132-9